# آگوستین آلبریونه
آگوستین آلبریونه (انگلیسی: Agustín Alberione؛ زادهٔ ۱۰ اوت ۱۹۹۶) بازیکن فوتبال اهل آرژانتین است که در پست مدافع بازی می‌کند.
از باشگاه‌هایی که در آن بازی کرده است می‌توان به باشگاه فوتبال آرژانتینوس جونیورز اشاره کرد.